# John Hunt, Baron Hunt of Tanworth
John Joseph Benedict Hunt, Baron Hunt of Tanworth, GCB, MC (* 23. Oktober 1919 in Minehead; † 17. Juli 2008) war ein britischer Politiker und Staatsbeamter.
Er besuchte die Downside School und das Magdalene College in Cambridge. 1946 trat er in den Staatsdienst ein und begann seine Karriere im Dominions Office. 1948 bis 1950 war er Second Secretary to the United Kingdom High Commission in Ceylon. Er war von 1973 bis 1979 Kabinettsekretär.
Hunt war Inhaber des Military Cross (MC). 1968 wurde er als Companion (CB) in den Order of the Bath aufgenommen, 1973 im selben Orden zum Knight Commander (KCB) und 1977 schließlich  
zum Knight Grand Cross (GCB) erhoben. Am 8. Februar 1980 wurde er zum Life Peer mit dem Titel Baron Hunt of Tanworth, of Stratford-on-Avon in the County of Warwickshire, ernannt. Im House of Lords saß er als Crossbencher, ehe ihm ein leave of absence gewährt wurde.
Hunt war seit 1941 mit Magdalen Mary Lister Robinson, der Tochter des Roy Robinson, 1. Baron Robinson, verheiratet. Nach ihrem Tod 1971 heiratete er 1973 die verwitwete Madeleine Frances († 2007), eine Schwester von Kardinal Basil Hume. Hunt hatte zwei Söhne.